# كلية الاقتصاد والإدارة بجامعة الملك عبد العزيز
كلية الاقتصاد والإدارة بجامعة الملك عبد العزيز تأسست في عام 1389هـ حيث كان قسم إدارة الأعمال وقسم الاقتصاد باكورة أقسامها، ثم توالى افتتاح باقي الأقسام العلمية، وتعتبر كلية الاقتصاد والإدارة أكثر كليات جامعة الملك عبد العزيز طلابا وطالبات حيث يزيد عددهم عن العشرين ألفاً

## أقسام كلية الاقتصاد والإدارة
- إدارة الأعمال[1]
- الاقتصاد[2]
- الإدارة العامة[3]
- المحاسبة[4]
- العلوم السياسية[5]
- إدارة الخدمات الصحية والمستشفيات[6]
- نظم المعلومات الإدارية[7]
- قسم المالية[8]
- قسم التسويق[9]
- قسم إدارة الموارد البشرية[10]

## الدراسات العليا
تمنح كلية الاقتصاد والإدارة شهادة الماجستير في البرامج التالية:
- ماجستير السياسة العامة التنفيذية
- ماجستير إدارة الأعمال التنفيذي
- ماجستير المحاسبة المهنية
- ماجستير الخدمات الصحية والمستشفيات
- ماجستير القانون والممارسة المهنية

## الأندية التابعة للكلية
- نادي إدارة الاعمال
- نادي التسويق
- نادي التمويل والاستثمار
- نادي المحاسبة
- نادي التميز
- نادي الأنظمة
- نادي الموارد البشرية
- نادي العلوم السياسية (وقد قام بتأسيس هذا النادي وكتابة أنشطته عدد من الطلاب أبرزهم 1- صالح الحربي. 2- سعود الصانع. )

## اللجان الطلابية
- لجنة التوعية الإسلامية
- اللجنة الفنية والثقافية
- اللجنة الاجتماعية
- اللجنة الرياضية

## مجلة كلية الاقتصاد والإدارة
تصدر كلية الاقتصاد والإدارة مجلة دورية منذ العام 1408هـ وتنشر فيها الأبحاث العلمية والدراسات والنظريات التي يقوم بها سواء الطلاب أو أعضاء هيئة التدريس في جميع تخصصات وأقسام الاقتصاد والإدارة.

## وصلات خارجية
- الموقع الرسمي للكلية.
- موقع المجلة الرسمي.